# Neue Fahlenbergbrücke
Die Neue Fahlenbergbrücke befindet sich am Rand von Berlin im Bezirk Treptow-Köpenick, im Ortsteil Müggelheim. Sie überspannt den Gosener Kanal und verbindet Müggelheim mit Gosen.
Die heute existierende Brücke ist eine Stahlverbundbrücke (stählerne Längsträger, die eine Stahlbetonfahrbahn tragen), die 2023 / 2024 am Ort des Vorgängerbauwerkes errichtet wurde. Wie bei der bisherigen Brücke gibt es eine Fahrspur pro Richtung und einen gemeinsamen Rad- und Fußweg südlich der Fahrbahn.

## Name
Der Zusatz Neue grenzt die Brücke von der Fahlenbergbrücke ab, die 300 Meter östlich über den Gosener Graben führt. Zwischen beiden lag ein vor 1800 erbautes Forsthaus, 1861 nach dem Hügel „Der Fahle Berg“ benannt als „Forsthaus Fahlenberg“, später „Revierförsterei Fahlenberg“, heute zugeordnet zum Forstamt Köpenick.

## Erste Brücke (1934)
Die erste Neue Fahlenbergbrücke war eine stählerne Fachwerkbrücke mit hölzernem Fahrbahnbelag. Sie  wurde im September 1934 noch vor dem Bau des Kanals südlich der Stelle der heutigen Brücke fertiggestellt.
Die Trasse folgte dabei der alten Landstraße, die ab dem Forsthaus Fahlenberg in einer links-rechts-S-Kurve nach Süden schwenkt und dann nach Osten in Richtung Müggelheim führt. 
Nach ihrer Sprengung durch deutsche Truppen 1945 wurde eine Behelfsbrücke errichtet, die Brücke von 1934 wurde danach gehoben und wiederverwendet bis zu ihrem Abbruch 1983.

## Zweite Brücke (1983)
Die zweite Neue Fahlenbergbrücke wurde 1983 als 38 Meter lange und 12 Meter breite Stahlverbundbrücke erbaut.
Dabei wurde ein ziemlich gradliniger Verlauf gewählt, der in einigen älteren Karten (1938, 1956 und 1963) schon als Trasse markiert ist. Durch die geänderte Lage für den Neubau blieb während der Bauarbeiten die bestehende Brücke uneingeschränkt passierbar. Nachdem die neue Brücke dem Verkehr übergeben war, wurde der Vorgängerbau abgebrochen und die Widerlager beseitigt. Die westliche Zufahrt blieb erhalten und wurde in der Folge als Parkplatz für Wanderer, Angler und andere Erholungssuchende genutzt.
Bei Sanierungsarbeiten 2010 stellte sich heraus, dass diese Brücke gravierende Betonschäden aufwies und nicht dauerhaft repariert werden konnte.
Der reduzierten Tragfähigkeit wurde durch eine Geschwindigkeitsbeschränkung, bauliche Maßnahmen an den Widerlagern und die Absperrung beider Fahrbahnränder im Bereich der Brücke Rechnung getragen.
Der Beginn eines Ersatzbaus war zunächst für 2020 geplant, erfolgte dann 2023/2024.

## Dritte Brücke (2023)
Der Bau der dritten Brücke gleichen Namens wurde im Juli 2024 abgeschlossen.
Da beschlossen wurde, den günstigeren Trassenverlauf der Straße von nach 1983 inklusive der Rampe auf dem Ostufer beizubehalten, wurde zunächst eine Behelfsbrücke für die Bauzeit errichtet. Dazu wurden am Ort der Brücke von 1934 provisorische Widerlager errichtet und dann der Überbau der Brücke von 1983 aus seinen Widerlagern gehoben und per Ponton in die provisorischen Widerlager gesetzt. Die alten Zuwegungen im Trassenverlauf 1934–1983 wurden zuvor wiederhergestellt, und die Behelfsbrücke konnte wechselseitig einspurig überquert werden.
Der Baubeginn erfolgte im Frühjahr 2023, am 3. Juli 2024 wurde die neue Brücke termingerecht dem Verkehr übergeben.

## Bilder

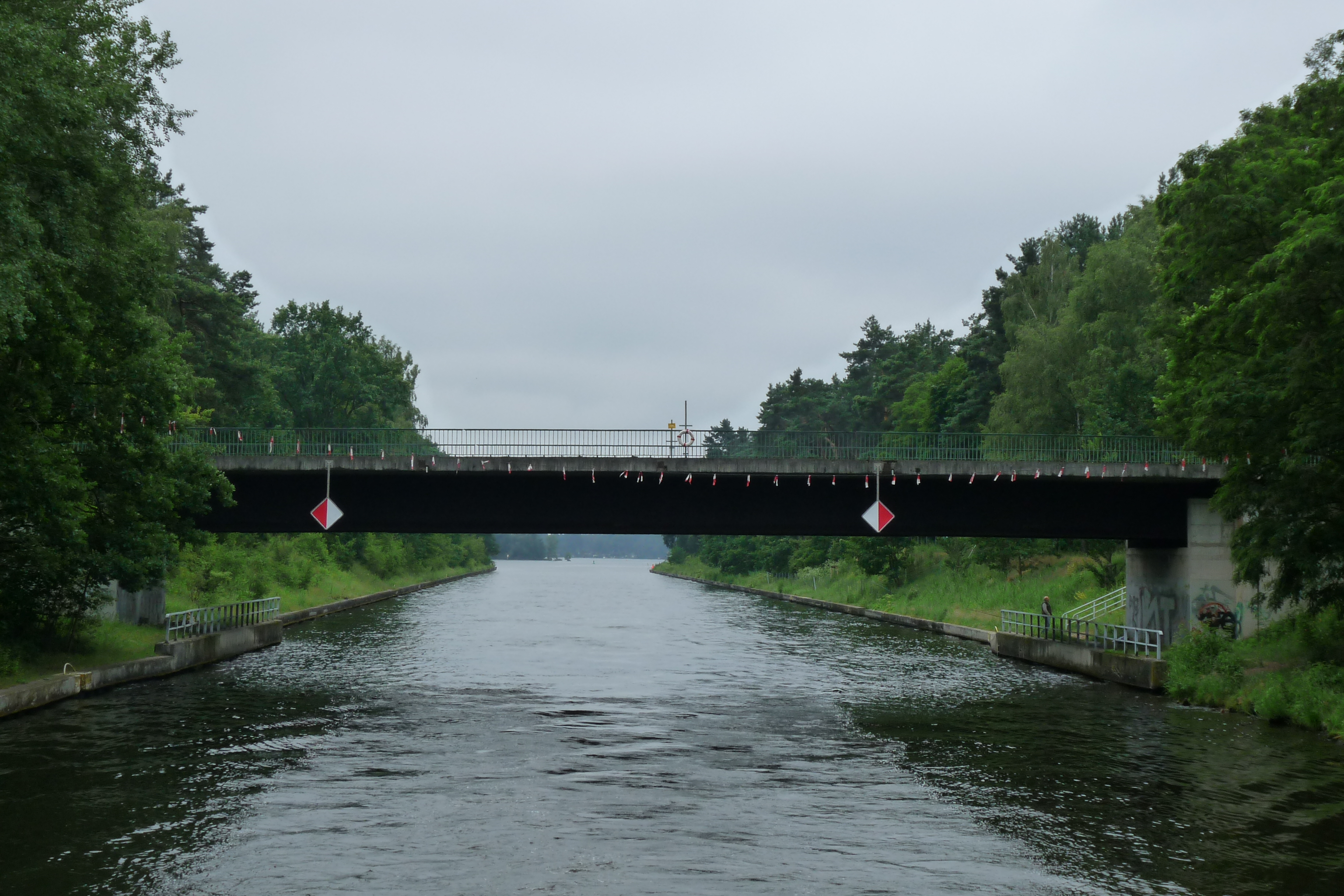
Ansicht der Brücke von 1983 (Abbruch 2023)
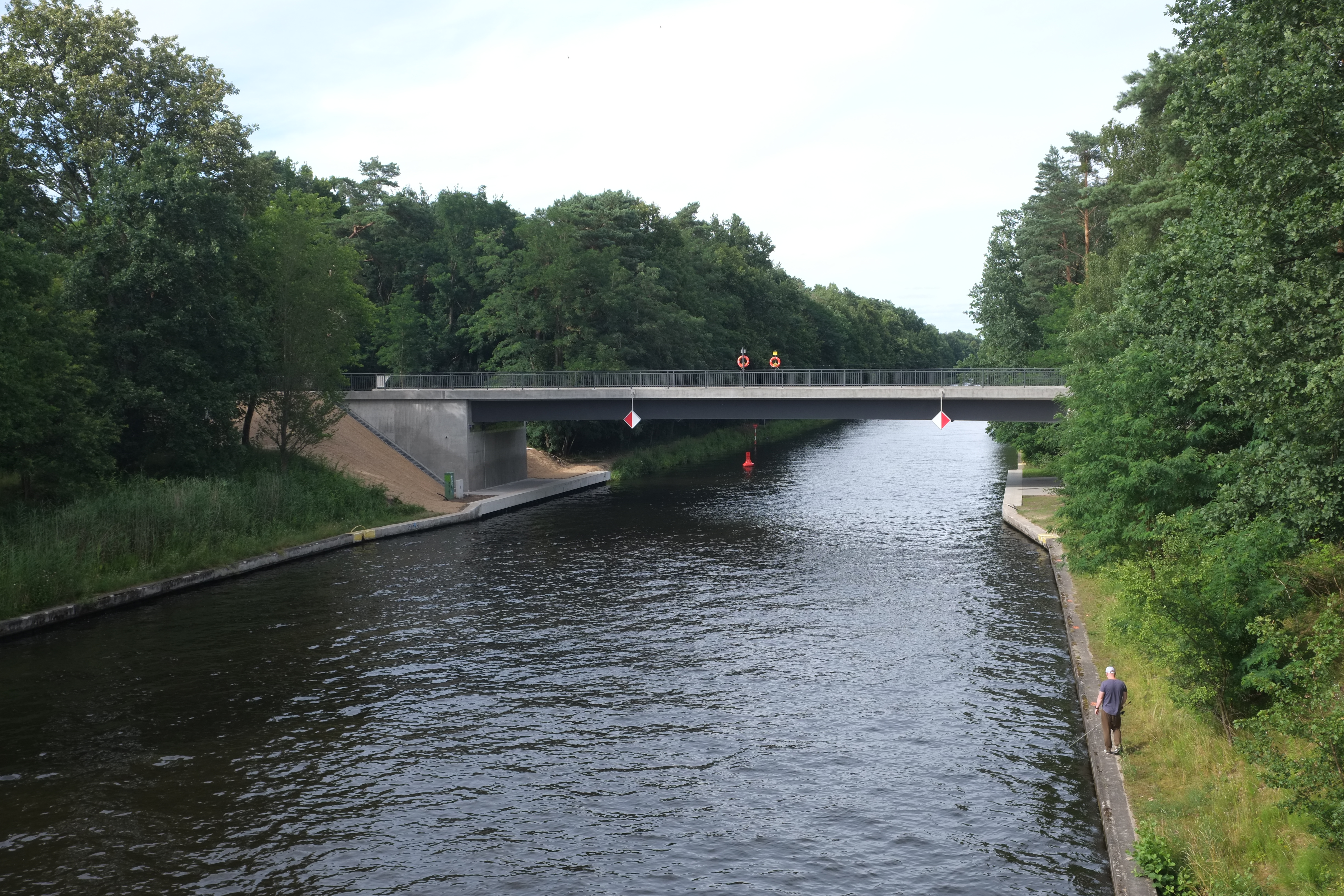
Neue Fahlenbergbrücke 2023, Ansicht aus südlicher Richtung
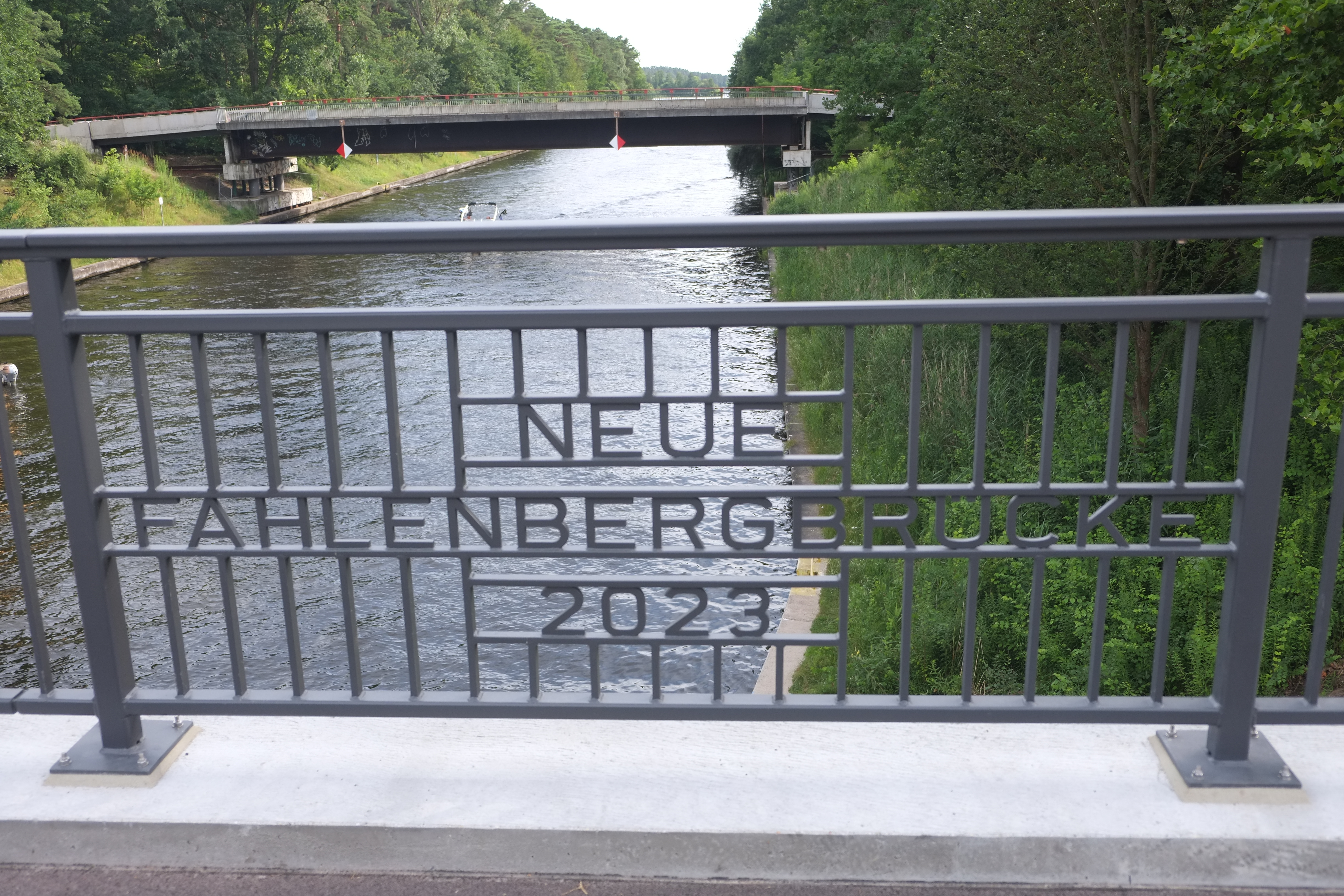
Blick auf die Behelfsbrücke von der neuen Brücke aus gesehen
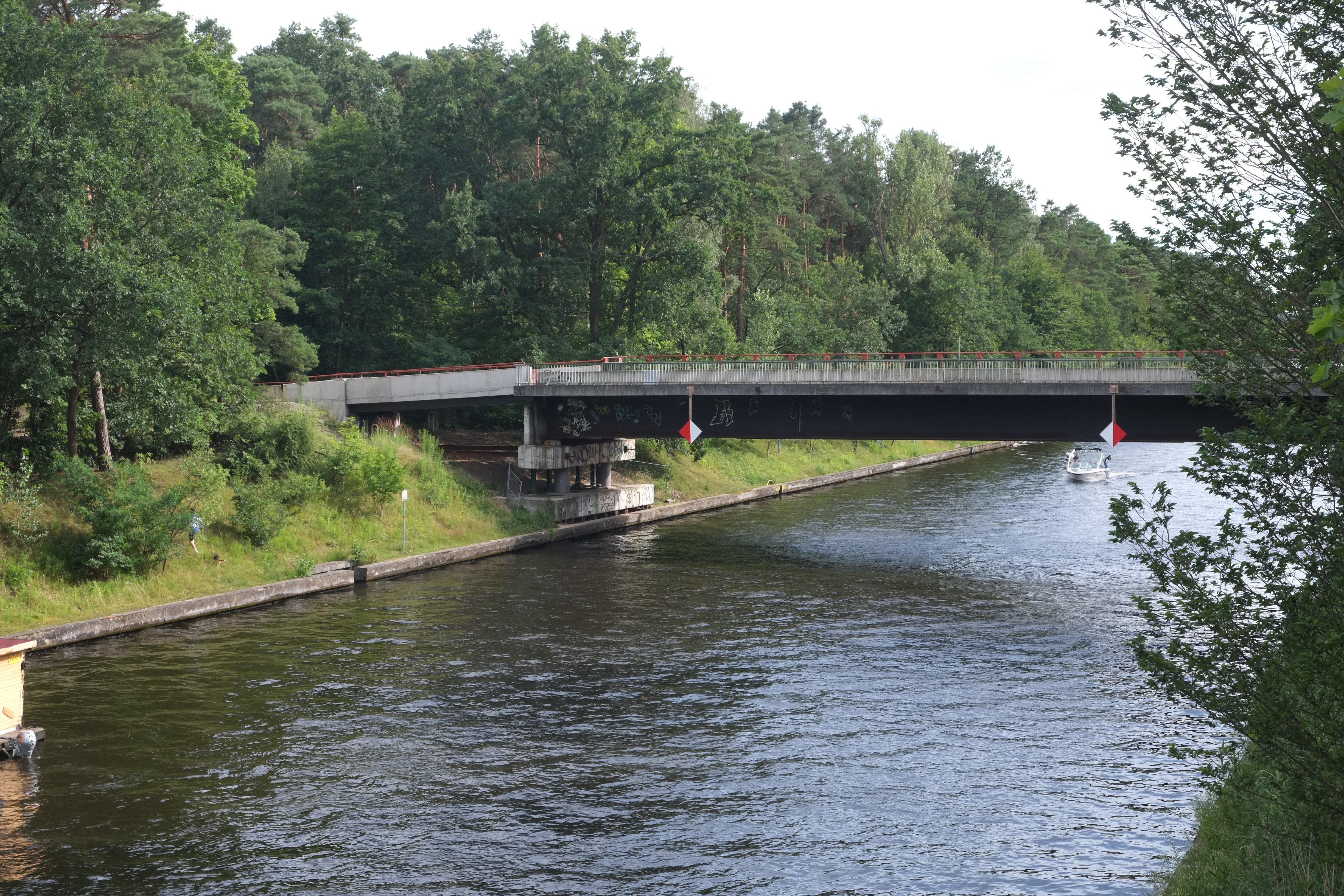
Der alte Überbau von 1983 als provisorische Brücke während des Baus der dritten Brücke 2023/2024
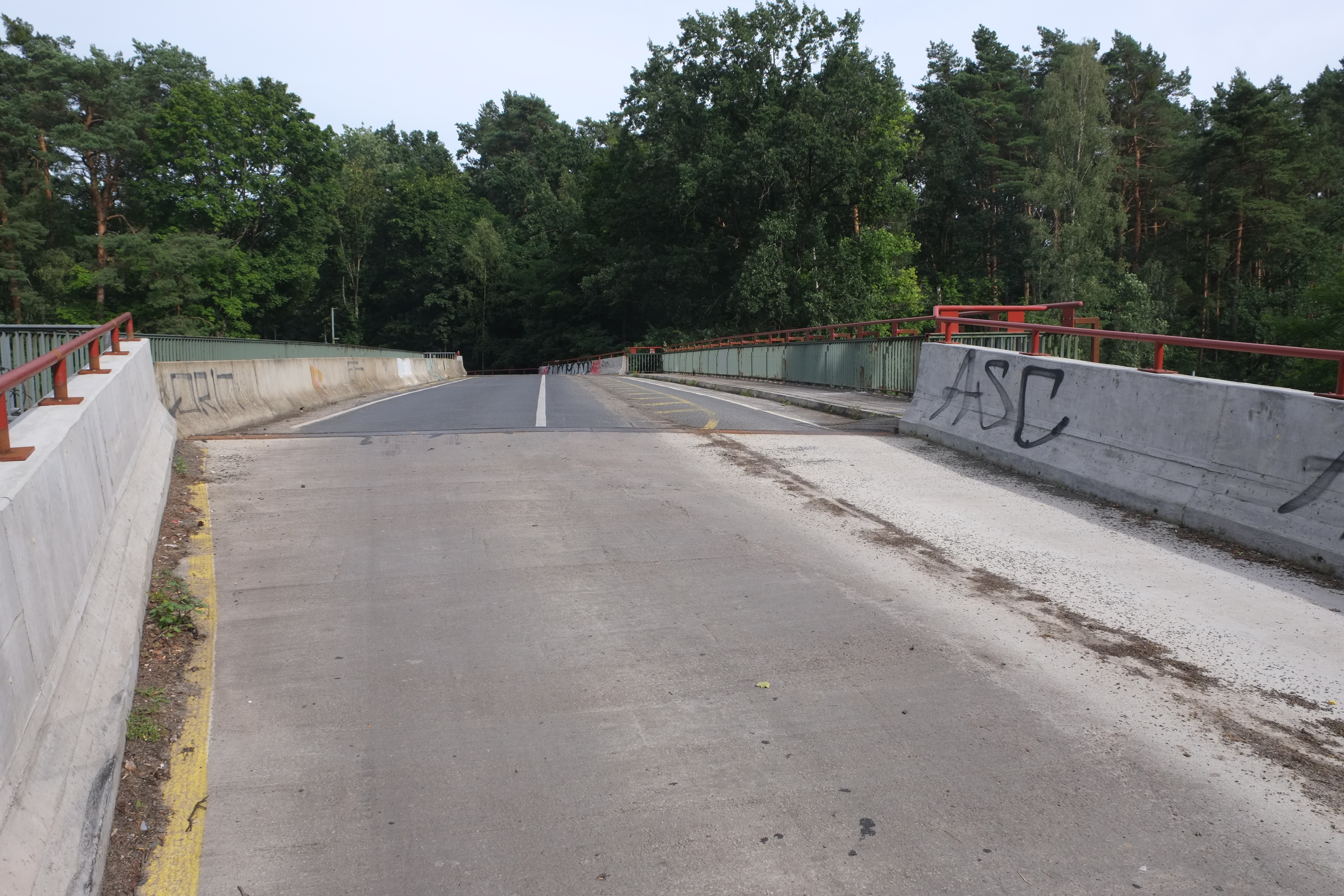
Der alte Überbau von 1983 als provisorische Brücke während des Baus der dritten Brücke 2023/2024